# Antonio Dikele Distefano
Œuvres principales
Non ho mai avuto la mia età (2018)
Antonio Dikele Distefano, né le 25 mai 1992 à Busto Arsizio en Italie, est un poète et écrivain italien d'origine angolaise.

## Œuvre
- Fuori piove, dentro pure, passo a prenderti? (2014)
- Prima o poi ci abbracceremo (2016)
- Chi sta male non lo dice (2017)
- Non ho mai avuto la mia età (2018) – adapté dans la série Zero (série télévisée)
- Bozze. Prima e seconda parte (2018)